# اودره توتو
اودره ژوستین توتو یا تُتو [odʁɛ ʒystin totu] (به فرانسوی: Audrey Justine Tautou) (زادهٔ ۹ اوت ۱۹۷۶) هنرپیشه و مدل فرانسوی است. او اولین بازی خود را در تلویزیون در سن ۱۸ سالگی انجام داد. اولین فیلم بلند او موسسه زیبایی ونوس (۱۹۹۹) است که برای آن مورد تحسین منتقدان قرار گرفت و جایزه سزار برای آتیه‌دارترین بازیگر زن را دریافت کرد.
توتو برای نقش اصلی‌اش در فیلم آملی در سال ۲۰۰۱ به شهرت بین‌المللی دست یافت که با تحسین منتقدان روبرو شد و موفقیت بزرگی در گیشه بود. او از آن زمان در طیفی از ژانرها ظاهر شد، از جمله فیلم هیجان‌انگیز «چیزهای زیبای کثیف» (۲۰۰۲) و «رمز داوینچی» (۲۰۰۶) و رمانتیک-کمدی «بی اررش» (۲۰۰۶). او برای نقش معتددش از جمله یکشنبه طولانی نامزدی و برای بازی در نقش طراح مد فرانسوی کوکو شانل در فیلم کوکو قبل از شنل (۲۰۰۹)، مورد تحسین منتقدان قرار گرفت. او سه بار نامزد دریافت جایزه سزار شده است و دوبار نامزد جایزه بفتا برای بهترین بازیگر نقش اول زن. در ژوئن ۲۰۰۴ او به یکی از معدود بازیگران فرانسوی تاریخ تبدیل شد که برای پیوستن به آکادمی علوم و هنرهای تصاویر متحرک دعوت شد.
او برای برند هایی مانند شنل مدل شده است. او حامی فعال چندین موسسه خیریه است.

## اوایل زندگی
توتو در بومونت زاده شد و در مونتلوچون بزرگ شد.

## پیشینه
اودره توتو در سال ۱۹۸۸ در یک مسابقه تلویزیونی استعدادیابی که از سوی «کانال‌پلوس» برگزار شد و "Jeunes Premiers" (پیش‌نمایی جوان) نام داشت شرکت کرد و به عنوان بهترین بازیگر شناخته‌شد.
پس از آن این بازیگر مورد توجه تونی مارشال قرار گرفت و نقشی در فیلم مؤسسه زیبایی ونوس گرفت.
اودره توتو همچنین در سالهای ۲۰۰۱ برای فیلم املی و در سال ۲۰۰۹ برای فیلم کوکو قبل از شانل نامزد جایزه بفتا برای بهترین بازیگر زن نقش اصلی شد.
اودره توتو در سال ۲۰۰۰ «جایزه سوزان بیانکتی» را از آن خود کرد و بااستعدادترین هنرپیشهٔ جوان فرانسه شناخته‌شد.

## فیلم‌شناسی

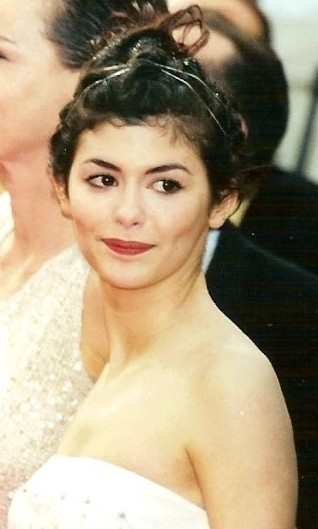
اودره توتو در جشنواره فیلم کن ۱۹۹۹

- ۱۹۹۸: کمیسر لسکو (سریال تلویزیونی)
- ۱۹۹۹: مؤسسه زیبایی ونوس
- ۲۰۰۰: لیبرتین
- ۲۰۰۱: آملی
- ۲۰۰۱: خدا بزرگ است و من نه
- ۲۰۰۲: دوستم دارد… دوستم ندارد
- ۲۰۰۲: آپارتمان اسپانیایی
- ۲۰۰۲: چیزهای زیبای کثیف
- ۲۰۰۳: سیمن گمشده
- ۲۰۰۳: نه روی لبها
- ۲۰۰۳: پایان خوش
- ۲۰۰۴: یکشنبه طولانی نامزدی
- ۲۰۰۵: عروسکهای روسی
- ۲۰۰۶: رمز داوینچی
- ۲۰۰۶: گرانبها
- ۲۰۰۷: شکار و گردآوری
- ۲۰۰۹: کوکو قبل از شانل (نقش کوکو شانل)
- ۲۰۱۰: دروغ زیبا
- ۲۰۱۱–۲۰۱۰: خانه عروسک (تئاتر)
- ۲۰۱۱: باد
- ۲۰۱۱: ظرافت
- ۲۰۱۲: ترزا دیکیرو
- ۲۰۱۲: جیزس می‌غلتاند
- ۲۰۱۳: حالت نیلی
- ۲۰۱۳: پازل چینی
- ۲۰۱۵: میکروب و گازوئیل
- ۲۰۱۶: ادیسه
- ۲۰۱۶: در شب باز است
- ۲۰۱۶: ابدیت

## جوایز و افتخارات
- کاندیدای ایفای بهترین بازیگر نقش اول زن برای فیلم سرنوشت شگفت‌انگیز املی پولن در سال ۲۰۰۱